# Таврійська духовна семінарія

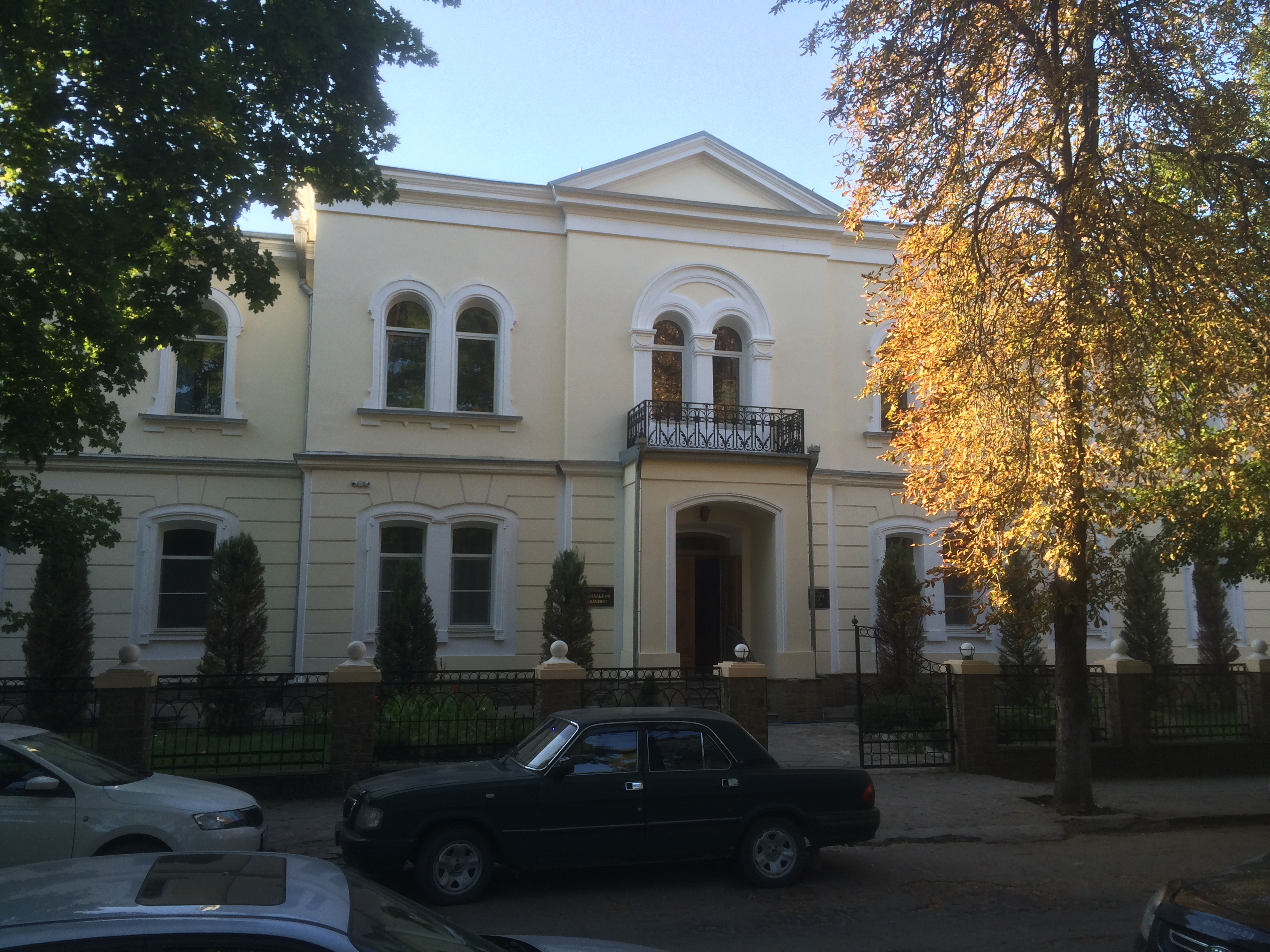
Таврійська духовна семінарія

Таврійська духовна семінарія — вищий навчальний заклад Сімферопольської і Кримської єпархії УПЦ Московського патріархату. Розташована в Сімферополі.
З подання Таврійського єпископа Гурія (18 квітня 2008 року Синодом УПЦ визнаний святим) — відомого богослова, вченого та місіонера — було вирішено створити духовну семінарію та знайдено кошти на її будівництво і подальше утримання. Так, 1873 року, згідно розробленого проекту архітектором К.Єремєєвим та інженером В.Грачовим зведено будинок для навчання семінаристів.

## Архітектура будівлі
Таврійська семінарія — це двоповерхова, прямокутна витягнута будівля, з боків якої виступають два ризаліти та вхід, що також має незначний виступ. Всередині приміщення центральним є коридор, по обидва боки від якого розташовані однотипні невеликі приміщення. Дещо більші (аудиторні) кімнати розміщені в ризалітах.
Перший поверх будинку було передбачено для ведення адміністративної та господарської роботи. Тут знаходилися квартири викладачів, викладацька, приймальня та інспектори.
На другому поверсі розташовувалися навчальні аудиторії для семінаристів, спальня, бібліотека та актова зала та навіть церква в правому ризаліті.
З приходом більшовиків в 20-х роках ХХ століття семінарія була ліквідована та передано до власності міськкомгоспу.
Спорудження будівлі семінарії є невід'ємною частиною в історії забудови міста та є зразком типової забудови другої половини ХІХ століття з втіленням всього творчого потенціалу її творців.
Після розпаду Радянського Союзу в приміщеннях по вул. Героїв Аджимушкая, 7 відновлена Таврійська духовна семінарія.